# Кавамура Ґенкі
Ґенкі Кавамура (яп. 川村元気; 12 березня 1979, Йокогама, Японія) — японський письменник, сценарист, кінопродюсер, режисер, автор дитячих книжок-картинок.

## Біографія
Батько Ґенкі закінчив Коледж мистецтв Університету Ніхон і працював асистентом режисера в компанії Nikkatsu. До початкової школи Ґенкі виховувався вдома, не спілкувався з однолітками та не дивився телевізора. Натомість кожні вихідні переглядав з батьком класичні фільми та знайомився з Біблією за порадою матері-християнки.
Ґенкі Кавамура закінчив середню школу Каназава міста Йокогама і вступив до Софійського університету в Токіо, де вивчав журналістику на гуманітарному факультеті. Після закінчення університету Кавамура був прийнятий на роботу компанією Toho на посаду білетера в осакському кінотеатрі.. Згодом став продюсером після того, як подав свою ідею фільму на внутрішній конкурс.

## Кар'єра
2005 року він продюсував свій перший великий кінофільм — комедію «Хлопець з електрички» (яп. 電車男), що зібрав у прокаті 3,7 мільярда єн.
2008 році Кавамура як виконавчий продюсер взяв участь у створенні фільму «Detroit Metal City» за мотивами популярної комедійної манґи.
2010 року він керував виробництвом психологічного трилера «Зізнання» (яп. 告白) та кримінальної драми «Лиходій» (яп. 悪人). «Зізнання» зібрав в прокаті 3,8 мільярда єн і був нагороджений премією Японської кіноакадемії як найкращий фільм року, Гонконзькою кінопремією як найкращий азійський фільм. «Лиходій» зібрав у прокаті 1,98 мільярда єн і посів перше місце в рейтингу Кінема Дзюмпо 2011.
У 2011 році Ґенкі Кавамура став наймолодшим лауреатом премії Фудзімото за всю її історію.
2012 року дебютував як письменник з романом «Якщо коти зникнуть зі світу» (яп. 世界から猫が消えたなら). Книга стала міжнародним бестселером, розійшлася в Японії накладом понад 1,3 мільйона примірників і була перекладений чотирнадцятьма мовами. 2016 року роман екранізовано режисером Нагаї Акіро за участю Такеру Сато і Аой Міядзакі.
Подальший письменницький доробок Кавамури складають романи «Людина на сто мільйонів» (яп. 億男, 2014), «Настане квітень і вона буде» (яп. 四月になれば彼女は, 2016), «Сто квітів» (яп. 百花, 2019). Екранізовані: «Okuotoko / Million Dollar Man» 2018, «Hyakka / A Hundred Flowers», навесні 2024 планується реліз фільму «Shigatsu ni Nareba Kanojo wa / April come she will» режисера Ямади Томокадзу.
Режисерська робота Кавамури у стрічці «Hyakka / A Hundred Flowers» була відзначена як найкраща режисура «Срібною мушлею» на 70-му Міжнародному кінофестивалі у Сан-Себастьяні у вересні 2022 року..
У 2013 році надрукована перша дитяча книжка-картинка Кавамури з майбутньої серії «Тінні, песик з повітряною кулькою»(яп. ふうせんいぬティニー), ілюстрована Кендзіро Сано. Анімаційний телесеріал за мотивами книги створено корпорацією NHK. Згодом за авторством Ґенкі Кавамури вийшла дитяча книжки «Moom» (2014), що анімована 2016 року студією Tonko House та низка інших.

## Вибрана бібліографія

### Романи
- 2012 «Якщо коти зникнуть зі світу» (яп. 世界から猫が消えたなら)
- 2014 «Людина на сто мільйонів» (яп. 億男)
- 2016 «Настане квітень і вона буде» (яп. 四月になれば彼女は)
- 2019 «Сто квітів» (яп. 百花)